# Дол-при-Боровниці
Дол-при-Боровниці (словен. Dol pri Borovnici) — поселення в общині Боровниця, Осреднєсловенський регіон, Словенія. Висота над рівнем моря: 291,6 м.